# Cocked & Loaded
Cocked & Loaded — второй студийный альбом американской хард-рок группы L.A. Guns. Записан в голливудских студиях One on One, Music Grinder и Conway Recording. Продюсерами выступили Дуэйн Барон, Джон Пёрделл, Том Верман. Альбом выпущен 22 августа 1989 года фирмой Vertigo Records. Это первый альбом, в записи которого принял участие барабанщик Стив Райли, который присоединился к группе после записи первого альбома L.A. Guns. Песни «Rip and Tear», «Never Enough», «The Ballad of Jayne», «I Wanna Be Your Man» и «Malaria» были также выпущены в качестве синглов.
На волне успеха своего первого одноимённого альбома 1988 года, L.A. Guns быстро преступили к записи следующей пластинки в 1989 году. В записи материала принимали участие все пятеро участников группы, песня «Never Enough» была написана авторским дуэтом Грега Триппа и Фила Роя. Четыре песни позже были перезаписаны в 1999 году для сборника Greatest Hits and Black Beauties в классическом составе, а материал альбома полностью был перезаписан для альбома Cocked & Re-Loaded.
После выхода, альбом Cocked & Loaded достиг 38 позиции в чате Billboard 200 и был сертифицирован как золотой в 1990 году.
Песни «Rip and Tear» и «The Ballad of Jayne» добрались до 50 и 33 мест в the Billboard Mainstream Rock и Billboard Hot 100 чартах соответственно. Альбом получил хорошие отзывы критиков и музыкальных журналистов, которые отмечали творческий рост и развитие группы по сравнению с предыдущим альбомом.

## Список композиций
Слова и музыка всех песен — Трэйси Ганз, Фил Льюис, Мик Криппс, Келли Никелс и Стив Райли, кроме отмеченных.
| №                   | Название                     | Автор(ы)                                        | Длительность |
| ------------------- | ---------------------------- | ----------------------------------------------- | ------------ |
| 1.                  | «Letting Go»                 |                                                 | 1:22         |
| 2.                  | «Slap in the Face»           |                                                 | 3:54         |
| 3.                  | «Rip and Tear»               |                                                 | 4:11         |
| 4.                  | «Sleazy Come Easy Go»        |                                                 | 4:01         |
| 5.                  | «Never Enough»               | Ганс, Льюис, Никелс, Райли, Грег Трипп, Фил Рой | 4:10         |
| 6.                  | «Malaria»                    |                                                 | 5:22         |
| 7.                  | «The Ballad of Jayne»        |                                                 | 4:30         |
| 8.                  | «Magdalaine»                 |                                                 | 6:05         |
| 9.                  | «Give a Little»              |                                                 | 3:29         |
| 10.                 | «I’m Addicted» (соло-гитара) | Вилли Диксон                                    | 1:51         |
| 11.                 | «17 Crash»                   |                                                 | 3:39         |
| 12.                 | «Showdown (Riot on Sunset)»  |                                                 | 3:18         |
| 13.                 | «Wheels of Fire»             |                                                 | 4:56         |
| 14.                 | «I Wanna Be Your Man»        |                                                 | 3:36         |
| Общая длительность: | Общая длительность:          | Общая длительность:                             | 54:24        |

| №                   | Название                             | Автор(ы)                             | Длительность |
| ------------------- | ------------------------------------ | ------------------------------------ | ------------ |
| 15.                 | «Rock Candy» (кавер-версия Montrose) | Сэмми Хагар, Ронни Монтроуз          | 4:27         |
| 16.                 | «No Mercy» (live)                    | Ганс, Льюис, Криппс, Никки Александр | 3:52         |
| Общая длительность: | Общая длительность:                  | Общая длительность:                  | 62:43        |

## Участники записи
| L.A. Guns: - Фил Льюис — вокал - Трэйси Ганз — соло-гитара - Мик Криппс — ритм-гитара, клавишные, бэк-вокал - Келли Никелс — бас, гармоника, бэк-вокал - Стив Райли — ударные (песня 12) приглашённые музыканты: - Робин Зандер — бэк-вокал - Рик Нильсен — бэк-вокал | технический персонал: - Дуэйн Барон — музыкальный продюсер, звукорежиссёр - Джон Пёрделл — музыкальный продюсер, звукорежиссёр - Том Верман — музыкальный продюсер - Майк Таччи — ассистент звукорежиссёра - Лоуренс Этан — ассистент звукорежиссёра - Марни Райли — ассистент звукорежиссёра - Гэри Вагнер — ассистент звукорежиссёра - Роберт Харт — ассистент звукорежиссёра - Хоуи Вайнберг — мастеринг дизайн упаковки: - Майкл Бэйс — арт-директор - Майкл Клотц — дизайн - Наусика Лукакос — дизайн - Максин Миллер — иллюстрация лицевой стороны обложки - Джефф Катц — фотограф |

## Чарты
| Чарт (1989)                      | Высшая позиция |
| -------------------------------- | -------------- |
| Япония, Japanese Albums (Oricon) | 23             |
| Великобритания, UK Albums (OCC)  | 45             |
| США, Billboard 200               | 38             |

## Сертификации
| Регион     | Сертификация | Количество |
| ---------- | ------------ | ---------- |
| США (RIAA) | Золотой      | 500 000    |